# DecoTurf

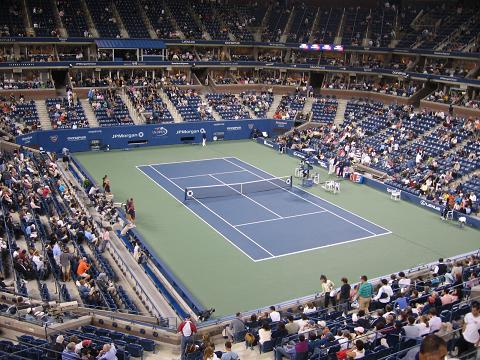
Arthur Ashe Stadium na US Open s DecoTurfem

DecoTurf je tvrdý tenisový povrch složený z vrstev polymethylmethakrylátu (PMMA), gumy, oxidu křemičitého a jiných materiálů položených na asfaltovém nebo betonovém podkladu. Povrch byl vyvinut americkou divizí sportovních povrchů California Products Corporation  se sídlem v massachusettském Andoveru, která rovněž vyrábí povrch PlexiPave.
Povrch je využíván pro tenis, basketbal, inlinové bruslení a další sporty. V letech 1978–2019 byl položen na turnajích letní severoamerické US Open Series včetně grandslamového US Open. V roce 2020 byl na většině částí série nahrazen tvrdým povrchem Laykold. K jeho využití došlo na Letních olympijských hrách 2004 v Aténach. Pro Pekingskou olympiádu 2008 byla vyvinutá nová verze DecoTurf II. Na turnaje „pod pěti kruhy“  se vrátil na Letní olympiádě 2020 v Tokiu. Hrají se na něm americká mistrovství NCAA.
V sérii Masters je DecoTurf položen na pekingském China Open a Shanghai Masters. Po přechodu US Open Series k Laykoldu zůstal i nadále povrchem na v montréalské polovině Canada Masters a Cincinnati Masters, který DecoTurf používal v letech 1979–2024. Z dalších turnajů se na něm hrají Silicon Valley Classic, Dubai Tennis Championships, či tokijské Pan Pacific Open a Japan Open Tennis Championships.
V rámci pětistupňové klasifikace ITF Court Pace Rating je určen pro turnaje s pomalým (1), středním (3) a středně rychlým (4) povrchem.